# Brettsperrholz
Brettsperrholz bzw. Brettsperrholzplatte (BSP) ist der Überbegriff für im Bauwesen verwendete Massivholztafeln, die aus mehreren über Kreuz flach aufeinander verleimten, vernagelten oder verdübelten Brettlagen bestehen. Üblich sind drei bis neun Brettlagen, die miteinander verklebt werden. Wie bei Brettschichtholz (BSH) und Brettstapel-Elementen werden jedoch von manchen Herstellern auch (Aluminium-)Nägel und Hartholz-Dübel zur Verbindung der Brettlagen verwendet. Brettschichtholz unterscheidet sich von Brettsperrholz darin, dass alle Brettlagen parallel zueinander angeordnet sind.

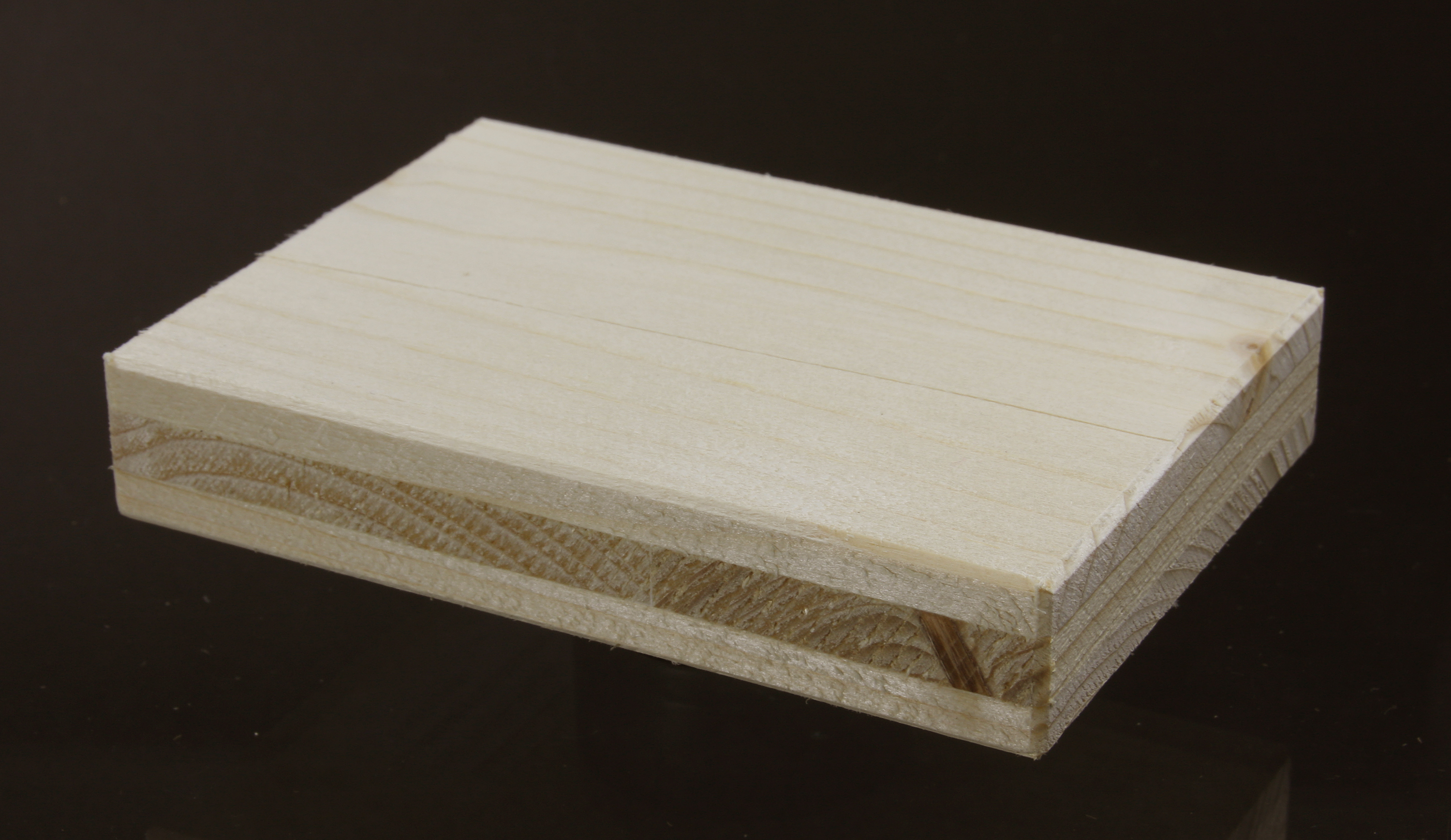
Dreischichtplatte aus Fichte

Brettsperrholzplatten werden auch als Mehrschichtige Massivholzplatte bezeichnet. Aus dem Englischen wurde der Begriff Cross laminated timber (CLT, XLAM oder X-LAM) übernommen. Dickholz, Kreuzlagenholz (KLH) und Kreuzlagenvollholz sind Herstellerbezeichnungen.
Nach dem gleichen Prinzip wie bei Furniersperrholz wird durch den kreuzweise ausgeführten Aufbau von mindestens drei Lagen eine hohe Formstabilität erreicht: Jede Holzschicht verhindert die bei Einzelbrettern durch Veränderung der Holzfeuchte auftretende Dimensionsänderung der rechtwinklig dazu liegenden benachbarten Lage.

## Entwicklung
Brettsperrholz wurde Anfang der 1990er Jahre in Deutschland und Österreich entwickelt. Der Österreicher Gerhard Schickhofer verfertigte 1994 seine Doktorarbeit über dieses Holzprodukt. In Österreich wurden 2002 die ersten nationalen Richtlinien zu Brettsperrholz veröffentlicht, die auf Schickhofers Forschung basieren. Diese nationalen Richtlinien „Holzmassivbauweise“ ebneten den Weg zur Errichtung von mehrstöckigen Gebäuden in Holzbauweise. Gerhard Schickhofer wurde für seine Forschung zu Brettsperrholz mit dem Marcus-Wallenberg-Preis 2019 ausgezeichnet.
Seit den 2000er Jahren hat sich in Europa der Einsatz von Brettsperrholz in Einfamilienhäusern und mehrstöckigen Wohngebäuden etabliert. In einzelnen Fällen wurden auch schon kleine Hotels und Kindergärten errichtet.
Durch die Verwendung von mehrschichtigen, massiven und geschosshohen Massivholzplatten, Brettlamellen- und Brettstapelholzelementen wurden bisherige Konstruktionsweisen wie Holzrahmenbau und Holztafelbau teilweise ersetzt.

## Eigenschaften und Qualitäten
| Eigenschaft                     | Wert    | Größe     |
| ------------------------------- | ------- | --------- |
| Zugfestigkeit                   | 0,9–1,1 | kN/cm2    |
| Biegefestigkeit                 | ca. 1,1 | kN/cm2    |
| Wasserdampfdiffusionswiderstand | 30–40   | μ         |
| Wärmeleitfähigkeit              | 0,14    | W/(m K)   |
| spezifische Wärmekapazität      | 1,61    | kJ/(kg K) |
| Dichte                          | ca. 500 | kg/m3     |
| Abbrandgeschwindigkeit          | 0,7     | mm/min    |

Brettsperrholz kann durch die Wahl der Holzart, der Holzqualität und der Dicke der einzelnen Lagen stark in seinen elastomechanischen Eigenschaften, also in seinem Schwingungsverhalten, variiert werden. Auch die Oberflächengüte der Brettsperrholzplatten lässt sich individuell gestalten. In der Regel werden die Platten in Nicht-Sichtqualität hergestellt. Für Plattenoberflächen in Sichtqualität ist eine entsprechende Ausführung der obersten Schicht (Decklage) erforderlich. Je nach Eigenschaft gibt es Decklagen in mittragender oder nicht mittragender Ausführung. Handelsüblich sind Platten mit drei bis sieben Schichten und einer Gesamtstärke von bis zu etwa 50 Zentimetern.
Die Zugfestigkeit von Brettsperrholzplatten liegt bei etwa 1,0 Kilonewton pro Quadratzentimeter, die Biegefestigkeit leicht darüber (ca. 1,1 Kilonewton pro Quadratzentimeter). Die für den Brandschutz wichtige Abbrandgeschwindigkeit liegt bei ca. 0,7 Millimeter pro Minute.

## Dreischichtplatte

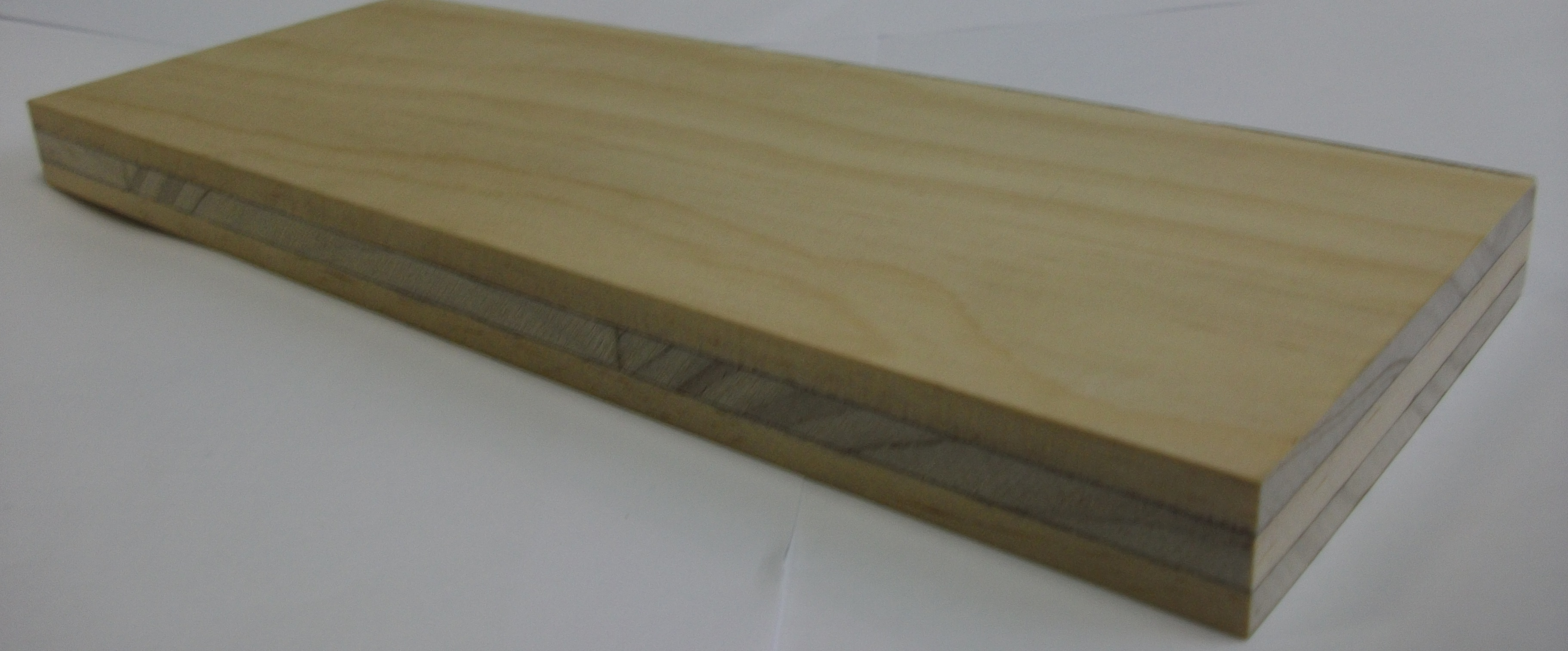
Dreischichtplatte

Die Dreischichtplatte besitzt den größten Marktanteil und wird in vielen Baumärkten angeboten. Die Stärke der Decklagenbretter liegt zwischen 4 und 9 mm, die Dicke der Mittellage zwischen 4 und 50 mm.
Dreischichtplatten werden für allgemeine Tischlerarbeiten verwendet, aber auch für tragende und aussteifende Beplankung von Wand-, Decken- und Dachtafeln für Holzhäuser in Tafelbauart, Dach- und Deckenscheiben, hinterlüftete Fassaden und gebogene Flächentragwerke.
Dreischichtplatten werden meist als großformatige Platte mit den Maßen 2.050 × 5.000 mm oder 2.050 × 2.500 mm hergestellt. Die verbreitetste Stärke von Dreischichtplatten beträgt 19 mm. 13 und 27 mm sind ebenfalls üblich, aber es werden auch Platten mit bis zu 80 mm hergestellt.

## Herstellung
Brettsperrholz wird heute in der Regel industriell hergestellt. Meist werden Bretter aus trockenem Nadelholz als Rohmaterial für die Einzellagen verwendet. Diese werden durch Verleimung mit z. B. formaldehydfreiem Polyurethanklebstoff annähernd starr miteinander verbunden. Alternativ kommen auch nachgiebigere mechanische Verbindungsmittel wie Nägel oder Holzdübel zum Einsatz. Bei einer Verbindung mit Nägeln haben Aluminiumnägel aufgrund ihrer geringen Härte den Vorteil, dass die Elemente mit den im Holzbau üblichen Werkzeugen nachbearbeitet werden können, etwa um Falze oder Installationsschlitze zu fräsen.
Der typische Aufbau einer Brettsperrholzplatte erfolgt mit zueinander im rechten Winkel orientierten Brettlagen bzw. Einschichtplatten. Auch eine Ausrichtung der Brettlagen im Winkel von 45 Grad ist möglich.
Zur Anpassung an Biegebelastungen werden etwa bei Deckenplatten auch mehrere Lagen parallel zueinander verlegt. Zur Aufnahme von Sanitär- und Elektroinstallationen können auch Bereiche ausgespart werden.
Ausgangsmaterial für die Herstellung von Brettsperrholzplatten sind sägerauhe Bretter. Vornehmlich wird Seitenware verarbeitet, also relativ schmale Bretter aus den Randzonen des gesägten Baumstammes. Diese Qualitäten gelten wegen ihrer eingeschränkten Verwendungsmöglichkeiten als minderwertiges Holz, weisen jedoch die besten Eigenschaften bezüglich Steifigkeit und Festigkeit auf.

### Voraussetzung zur Herstellung
Nachweis der Eignung zum Kleben von tragenden Holzbauteilen nach DIN 1052:2008-12, Bescheinigung A, B oder C. Zertifikat einer für die Überwachung der Herstellung von Brettsperrholz notifizierten Stelle.

## Nutzung
Brettsperrholzprodukte haben seit den 1990er Jahren im modernen Holzbau an Bedeutung gewonnen. Im Wohnungsbau wie auch im kommunalen und gewerblichen Objektbau werden sie als statisch tragende Elemente eingesetzt. Brettsperrhölzer können nicht nur für die Errichtung von Außen- und Innenwänden sowie Dach- und Deckenelementen eingesetzt werden, sondern auch für Stiegenläufe und Balkonplatten. Ausrichten oder Einpassen an der Einsatzstelle sind dabei nicht nötig. Dämmungen, Vorsatzschalen und Fassadenelemente können leicht am Brettsperrholz befestigt werden.
Durch die wesentlich höhere Steifigkeit im Gegensatz zu Leicht- oder Rahmenbauweise, kann die Anzahl und Länge der aussteifenden Wandelemente reduziert werden. Im Vergleich zu Holzleichtbauten, wo der Brandschutz mit Beplankung erreicht wird, kann mit Brettsperrholz-Platten ohne zusätzliche Feuerschutzplatten die Feuerwiderstandsklasse F90 („feuerbeständig“) erreicht werden.

## Marktentwicklung
Die industrielle Herstellung des Produkts hat nun, nach der ersten Pionier- und Entwicklungsphase, eine für die österreichische Holzwirtschaft relevante Größenordnung angenommen. 2008 wurden von österreichischen Betrieben über 100.000 m3 Brettsperrholz erzeugt, die Kapazität beträgt mehr als 350.000 m3. Neben Österreich gehört Deutschland zu den wichtigsten Brettsperrholzproduzenten. Der Markt für Exporte innerhalb Europas, aber auch nach Übersee ist entsprechend groß und wird weiter wachsen. Gerade im Hinblick auf Klimaschutz, Erdbebensicherheit, Vorfertigung und Serie gibt es weltweit steigenden Bedarf. Die österreichische Holzwirtschaft war mit der Lieferung vorgefertigter Bauteile beispielsweise an der Errichtung des Holzhochhauses Stadthaus im Londoner Stadtbezirk Hackney, des Forté-Holzhochhauses in Melbourne, Australien und des 2022 weltweit höchsten Holzhochhauses Ascent MKE in Milwaukee, Wisconsin, Vereinigte Staaten beteiligt.